# Ataeniobius toweri
Ataeniobius toweri је зракоперка из реда Cyprinodontiformes и фамилије Goodeidae. 

## Угроженост
Ова врста се сматра угроженом.

## Распрострањење
Ареал врсте је ограничен на једну државу. 
Мексико је једино познато природно станиште врсте.

## Станиште
Станиште врсте су слатководна подручја. 